# War and Peace - Volume 2 (The Peace Disc)
Albums de Ice Cube
War and Peace - Volume 1 (The War Disc)
(1998) Greatest Hits
(2001)
Singles
1. You Can Do It
Sortie : 16 novembre 1999
2. Hello
Sortie : 15 janvier 2000
3. Until We Rich
Sortie : 2000

War and Peace - Volume 2 (The Peace Disc) est le sixième album studio de Ice Cube, sorti le 21 mars 2000.
L'album s'est classé 1er au Top R&B/Hip-Hop Albums, 3e au Billboard 200 et 17e au Top Internet Albums et a été certifié disque d'or par la Recording Industry Association of America (RIAA) le 31 mai 2000.

## Liste des titres
| No  | Titre                                                                                          | Contient un (des) sample(s) de | Durée |
| --- | ---------------------------------------------------------------------------------------------- | --- | ----- |
| 1.  | Hello (featuring MC Ren et Dr. Dre – Produit par Dr. Dre et Mel-Man)                           | The Watcher de Dr. Dre | 3:52  |
| 2.  | Pimp Homeo (Insert)                                                                            | | 0:35  |
| 3.  | You Ain't Gotta Lie (Ta Kick It) (featuring Chris Rock – Produit par Chucky Thompson)          | | 4:06  |
| 4.  | The Gutter Shit (featuring Jayo Felony, Gangsta et Squeak Ru – Produit par Ice Cube et T-Bone) | Givin' Up Food for Funk des J.B.'s | 4:29  |
| 5.  | Supreme Hustle (Produit par Chucky Thompson)                                                   | | 4:22  |
| 6.  | Mental Warfare (Insert)                                                                        | | 1:01  |
| 7.  | 24 Mo' Hours (Produit par DJ Battlecat)                                                        | Get Up Offa That Thing de James Brown | 3:27  |
| 8.  | Until We Rich (featuring Krayzie Bone – Produit par Chucky Thompson et Kevin Vendy)            | Show Me de Glenn Jones | 4:14  |
| 9.  | You Can Do It (featuring Mack 10 et Ms. Toi – Produit par One Eye)                             | I Dream of Jeannie d'Hugo Montenegro Rapper's Delight du Sugarhill Gang Planet Rock d'Afrika Bambaataa and Soulsonic Force The Breaks de Kurtis Blow We Be Clubbin' (Clark World Remix) d'Ice Cube featuring DMX et Clark Kent | 4:19  |
| 10. | Mackin' & Driving (Insert)                                                                     | | 0:27  |
| 11. | Gotta Be Insanity (Produit par Mario Winans)                                                   | Keep It Hot de Cameo | 4:00  |
| 12. | Roll All Day (Produit par One Eye)                                                             | | 3:15  |
| 13. | Can You Bounce? (Produit par Richard Frierson)                                                 | | 3:53  |
| 14. | Dinner With the CEO (Insert)                                                                   | | 0:49  |
| 15. | Record Company Pimpin' (Produit par Bud'da)                                                    | Riding High de Faze-O Please Listen to My Demo d'EPMD | 4:46  |
| 16. | Waitin' ta Hate (Produit par DJ Joe Rodriguez et One Eye)                                      | Public Enemy No. 1 de Public Enemy So Wat Cha Sayin' d'EPMD Gimme Some More des J.B.'s Let It Reign de Westside Connection | 3:38  |
| 17. | Nigga of the Century (Produit par Charly Charles)                                              | | 4:14  |
| 18. | You Can Do It (Instrumental) (Produit par One Eye)                                             | | 4:20  |